# Shawn Grate
Shawn Michael Grate (nacido el 8 de agosto de 1976) es un asesino serial convicto estadounidense, violador, y ex vagabundo quién asesinó a numerosas mujeres jóvenes en el norte de Ohio. Grate fue declarado culpable de dos cargos de asesinato agravado el 7 de mayo de 2018 en el Condado de Ashland, se declaró culpable de dos asesinatos adicionales el 1 de marzo de 2019 en el Condado de Richland, y se declaró culpable de un asesinato adicional el 11 de septiembre de 2019, en el Condado de Marion.
Grate fue sentenciado a muerte, y está previsto que sea ejecutado en 2025.

## Antecedentes
Shawn Grate nació en Marion, Ohio, el 8 de agosto de 1976, y se graduó de River Valley High School en 1995.
Un jurado acusó a Grate de dos cargos de asesinato agravado por la muerte de dos mujeres, Stacey Stanley y Elizabeth Griffith, y el secuestro y múltiples agresiones sexuales de una mujer no identificada cuya llamada al 911 a la policía de Ashland condujo al arresto de Grate el 13 de septiembre de 2016. En documentos judiciales, su nombre ha sido editado. Se la conoce como "Jane Doe". Grate fue acusado formalmente de 23 cargos, todos delitos graves de primer, segundo, o tercer-grado; los cargos menores incluyen allanamiento de morada, robo, y alteración de pruebas.
Grate Estuvo representado en la corte por el abogado de oficio Rolf Whitney, quién se declaró inocente de todos los  cargos en su nombre. En una entrevista de prensa, Grate confesó cinco asesinatos. Los abogados de Grate  luego presentaron una declaración de inocente por razón de demencia. La fecha de su juicio se fijó para el 6 de noviembre de 2017, y luego se retrasó hasta el 9 de abril de 2018.
El fiscal del Condado de Ashland, Christopher R. Tunnell, dijo que dadas las "...Acciones depravadas y las horribles pruebas", buscaría la pena de muerte.
Shawn Grate también ha sido acusado de la muerte de su exnovia Candice Cunningham y Rebekah Leicy en el condado vecino de Richland, y también ha sido acusado de la muerte de Dana Nicole Lowrey, de 23 años, quién murió en 2006 y fue encontrada en 2007 en el Condado de Marion. En la segunda de dos cartas que envió a la reportera de la estación de noticias de Cleveland WEWS (News 5 Cleveland), Megan Hickey, Grate atribuyó sus motivos a la "asistencia de gobierno", y escribió que tomó las mentes de sus víctimas. "Ellas ya estaban muertas, solo sus cuerpos estaban cayendo donde sea que puedan caer, pero sus mentes ya estaban muertas! El estado tomó sus mentes. Una vez que empezaron a recibir sus cheques mensuales". Grate afirmó que una vez recibió una tarjeta alimentaria de $197 y que "nunca pudo recibir ningún estímulo, aunque muchos cuerpos recibieron 700".
Después de que Grate dio detalles de los asesinatos a dos organizaciones de noticias diferentes mientras estaba bajo custodia, los abogados de la defensa y la acusación solicitaron y obtuvieron conjuntamente una orden de silencio que impedía que Grate se comunicara más con los medios. El 6 de enero de 2017, una audiencia de competencia determinó que Grate está en condiciones de ser juzgado. Una evaluación publicada el 6 de marzo, basada en una valoración del 17 de enero para evaluar la afirmación de locura de Grate, declaró que no estaba loco en el momento en que se cometieron los crímenes. El abogado de Grate luego retiró la declaración de inocencia por razón de locura el 7 de abril de 2017.
 

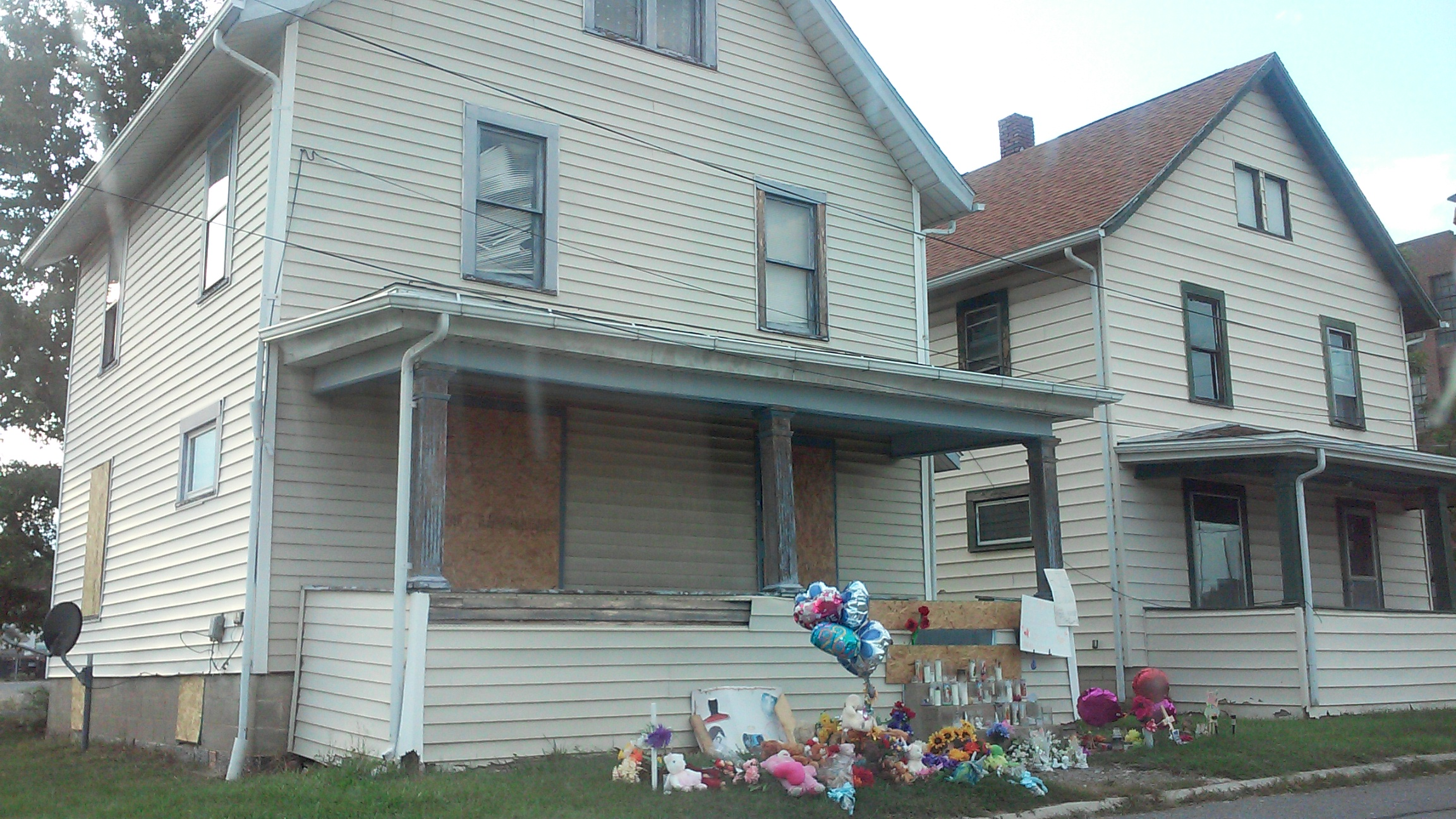
363 Tribunal encubierto en Ashland, Ohio. Aquí es donde la policía arrestó a Shawn Grate, rescató a una mujer que había secuestrado y encontró dos cadáveres. Un monumento comunitario improvisado a las víctimas se puede ver frente a la casa.

En un acuerdo con el propietario, la Ciudad de Ashland obtuvo la propiedad de la casa donde se detuvo a Grate, se descubrieron dos cuerpos, y la policía rescató a una mujer secuestrada. La ciudad buscó una subvención federal con la intención de demoler la casa. Según  Andrew Bush, subdirector legal de la ciudad de Ashland: 
" Existe un acuerdo de conciliación entre las partes que esencialmente obliga a Pump House a transferir toda la propiedad que es objeto de esta acción a la ciudad de Ashland y transferir su título a la misma, siempre que la ciudad pague las sumas adeudadas al condado por impuestos en mora y al Distrito de la Cuenca de Muskingum."

## Juicios
El juicio de Grate por los crímenes de Ashland empezó con dos semanas de selección del jurado el 9 de abril de 2018. El juicio comenzó con declaraciones de apertura el 23 de abril. El 2 de mayo, Grate, quién no mostró ningún remordimiento, se declaró culpable de 15 de los cargos en su contra. El 7 de mayo, Grate fue declarado culpable de asesinar a Stacey Stanley y Elizabeth Griffith. El 1 de junio, Grate fue condenado a muerte. Se fijó una fecha de ejecución inicial tras la condena para el 13 de septiembre de 2018, pero la ejecución se suspendió debido a una apelación pendiente ante la Corte Suprema de Ohio.
Los abogados defensores en el juicio fueron Robert Whitney y Rolf Whitney. El equipo de acusación estaba formado por el Fiscal de Ashland Chris Tunnell, el Fiscal adjunto del Condado de Medina Michael McNamara y el Fiscal Especial Mark Weaver.
El 1 de marzo de 2019, Grate se declaró culpable de los asesinatos de Rebekah Leicy y Candice Cunningham, y fue sentenciado a cadena perpetua sin libertad condicional por el asesinato de Leicy, y 17 años a cadena perpetua por los otros cargos con sentencias consecutivas.
El 11 de septiembre de 2019, Grate se declaró culpable del asesinato de Dana Lowrey y fue sentenciado a cadena perpetua sin libertad condicional más 16 años.
El 10 de diciembre de 2020, se informó que Grate perdió su apelación contra la sentencia de muerte, y la Corte Suprema de Ohio confirmó la sentencia al afirmar que no hay mitigación o "error reversible" en el caso de Grate para desestimar la apelación. La ejecución de Grate está programada para el 19 de marzo de 2025. Esa fecha es cuándo lo trasladarán a Lucasville. Se determinará el método de ejecución que se utilizará; Ohio ya no utiliza la inyección letal a partir de 2020, pero la ley estatal no permite actualmente ningún otro método.

## Víctimas

### Víctimas de secuestro
Mientras Grate dormía, la víctima identificada en la acusación sólo como "Jane Doe" llamó al 911 desde la casa de Ashland donde Grate la había atado a una cama, y la había retenido durante tres días durante los cuales la agredió sexualmente. La policía de Ashland la rescató a salvo. Debido a que fue víctima de una agresión sexual, la policía se negó a revelar su identidad. Grate afirma que no planeaba matarla y que se iban a casar.

### Stacey Stanley también conocida como Stacey Hicks
La familia de Stanley había denunciado su desaparición la semana antes de que arrestaran a Grate. Su cuerpo fue encontrado en la casa de Ashland donde Grate fue arrestado. También se la conoce como Stacy Hicks. Una autopsia concluyó que fue estrangulada hasta la muerte.

### Elizabeth Griffith
Griffith había estado desaparecida durante aproximadamente un mes antes de que arrestaran a Grate. Su cuerpo fue encontrado en la casa de Ashland donde Grate fue arrestado. Una autopsia concluyó que fue estrangulada hasta la muerte.

### Candice Cunningham
Grate llevó a la policía a lo que, según él, era el cuerpo de Cunningham en el vecino Condado de Richland el día de su arresto. La policía encontró el cuerpo detrás de una casa que se había incendiado previamente. La oficina del alguacil del condado de Richland confirmó oficialmente que el cuerpo encontrado era de Cunningham el 1 de noviembre de 2016.

### Rebekah Leicy
Según la información suministrada por Grate, la policía ha reabierto la investigación sobre la muerte de Leicy. Su cuerpo fue encontrado en marzo de 2015, y su muerte se calificó originalmente como una sobredosis de drogas. Grate dice que la estranguló después de que ella le robara $4.00 en un bar.

### Dana Lowrey
Grate afirma haber matado a otra mujer quién fue encontrada muerta en el Condado de Marion, Ohio en 2007 y que permaneció sin identificar durante 12 años. Grate ha declarado que cree que su nombre era Dana. En enero de 2018, el análisis de isótopos indicó que probablemente era del Sur de Estados Unidos. La víctima fue identificada en junio de 2019 por el DNA Doe Project como Dana Nicole Lowrey, de 23 años, de Minden, Luisiana. Lowrey tenía dos hijas de 1 y 5 años en el momento de su muerte y estaba separada del padre de sus hijas.